# Alessandro Barbucci
Alessandro Barbucci (Genua, 31 oktober 1973) is een Italiaanse stripauteur. Samen met Barbara Canepa creëerde hij het populaire magazine W.I.T.C.H. en ook de stripreeks Sky Doll.
Alessandro Barbucci begon op zijn achttiende als tekenaar bij Disney. Hij ontmoette Barbara Canepa bij Disney en in 1997 creëerden beiden W.I.T.C.H., dat een groot succes kende en waarvan wereldwijd meer dan 50 miljoen exemplaren werden verkocht. Samen met Canepa maakte Barbucci ook de sciencefictionstrip Sky Doll. Als koppel gingen Barbucci en Canepa uit elkaar maar ze bleven samenwerken. En met de Franse scenarist Arleston maakte hij de sciencefictionstrip Ekhö, de spiegelwereld, over een parallelle wereld.
- Bibliothèque nationale de France: cb13608405c (data)
- International Standard Name Identifier: 0000 0001 1564 7008
- Library of Congress Control Number: no2010061501
- Nationale Bibliotheek van Tsjechië: xx0207631
- Nederlandse Thesaurus van Auteursnamen: 317365460
- Istituto Centrale per il Catalogo Unico: UBOV549958
- Système universitaire de documentation: 055328792
- Virtual International Authority File: 32171634